# Profundidade lógica
Lógica de profundidade é uma medida de complexidade concebida por Charles H. Bennett, com base na complexidade computacional de um algoritmo que pode recriar uma determinada quantidade de informação. Ele difere do teste de Kolmogorov complexidade porque considera algoritmos com curto tempo de computação em vez de basear-se apenas em seu comprimento.